# LostMagic
LostMagic (ロストマジック, Rosuto Majikku) (ロストマジック, Rosuto Majikku?) é um jogo de RPG/estratégia em tempo real desenvolvido pela Taito Corporation para o sistema Nintendo DS. Ele suporta a Nintendo Wi-Fi Connection.

## Jogabilidade
Existem dois principais elementos para este jogo: o sistema de magia, e o uso de monstros capturados como soldados. Já que magos, como o que o jogador controla, não pode atacar fisicamente, o jogador deve contar com a magia. O jogador pode lançar uma grande variedade de feitiços desenhando runas na tela de toque do DS. Runas desenhadas de forma mais precisa resultam em feitiços mais poderosos. No entanto, algumas runas são mais fáceis de desenhar do que outros, e o desenho de runas lentamente pode deixar o leitor a abrir a ataques. Existem 18 tipos diferentes de runas. Os elementos de magia que o jogador pode usar em LostMagic são: fogo, água, terra, luz, escuro, e o vento. Não muito longe no jogo, o jogador será capaz de fundir runas, um exemplo de fusão de Fire 2 (Explosion) e de Ice 1 (Ice Shot) para fazer uma explosão de gelo. No entanto, a combinação de Ice 1 seguido de Fire 2 é um feitiço completamente diferente. Próximo ao final do jogo, o jogador pode fundir 3 runas em conjunto, criando 5832 novas possibilidades de combinação; no entanto, algumas delas não funcionam. No todo, há 396 magias diferentes. Quando usado em combinação, normalmente a primeira runa determina o efeito do feitiço, e o(s) outro(s) determina(m) o seu tipo elementar. Por exemplo, qualquer Duo Rune (uma combinação de duas runas), começando com Fogo 2 será uma explosão de algum tipo. A variedade de feitiços em LostMagic leva a uma maior profundidade do jogo.
A revista japonesa Famitsu deu a LostMagic uma pontuação global de 30/40 (comentários individuais: 9/7/8/6). O jogo tem uma pontuação de 70.19% do GameRankings, e 68 de 100 da Metacritic.

## Sequências
Um sucessor espiritual, o Takt of Magic (タクトオブマジック, Takuto obu Majikku) (タクトオブマジック, Takuto obu Majikku?), também desenvolvido pela Taito, mas publicado pela Nintendo, foi lançado para o Wii no Japão em 21 de Maio de 2009. Uma sequência intitulada Lost Magic: Concerto for the Fallen (ロストマジック ～精霊の協奏曲～, Rosuto Majikku Seirei no Ky) (ロストマジック ～精霊の協奏曲～, Rosuto Majikku Seirei no Ky?) foi feita pela Taito para telefones móveis.